# Собрање СР Македоније
Собрање Социјалистичке Републике Македоније (мкд. Собрание на Социјалистичка Република Македонија) је био највиши орган власти у оквиру права и дужности друштвено-политичке заједнице у Социјалистичкој Републици Македонији, од 1945. до 1991. године.
Саобор СР Македоније је конституисан 16. априла 1945. године на Трећем заседању Антифашистичког собрања народног ослобођења Македоније (АСНОМ) када је АСНОМ преименован у Народно собрање Македоније. Након избора за Уставотворно собрање, одржаних 22. септембра 1946. године, Народно собрање је 31. децембра 1946. године донело Устав НР Македоније којим је Собрање променило назив у Народно собрање Народне Републике Македоније (мкд. Народно собрание на Народна Република Македонија). Овај назив Собрање је носило до доношења новог Устава, 1963. године када је преименовано у Собрање Социјалистичке Републике Македоније. 
Сабор је у периоду од 1945. до 1953. био једнодоман, а од 1953. до 1990. године је имао више већа. Од 1953. до 1963. су постојала два већа — Републичко веће и Веће произвођача, од 1963. до 1974. је постојало пет већа — Републичко веће, Привредно веће, Просветно-културно веће, Социјално-здравствено веће и Организационо-политичко веће, а од 1974. до 1991. године три већа — Веће удруженог рада, Веће општина и Друштвено-политичко веће. Извршни орган Сабора је представљало Извршно веће Собрања СР Македоније, а пре тога Влада НР Македоније.

## Президијум Народног собрања
Према Уставу Македоније донетом 1946. године улогу шефа државе обављао је Президијум Народног собрања који је био колективни орган, на чијем се челу налазио председник, три потпредседника, секретар и највише 11 чланова. Президијум Народног собрања је конституисан 16. априла 1945. године на Трећем заседању АСНОМ, када је Председништво АСНОМ прерасло у Председништво (Президијум) Народног собрања, а дотадашњи председник Председништва АСНОМ Методије Андонов Ченто постао председник Председништва, као и уједно председник Народног собрања. Због неслагања са политичком југословенског руководства, Андонов је 14. марта 1946. поднео оставку, након чега га је на функцији привремено заменио Дмитар Влахов, као потпредседник Председништва Народног собрања. Неколико дана касније, 17. јуна 1946. за председника Председништва Народног собрања изабран је Благоја Фотев, који је ову функцију обављао и након доношења Устава, 31. децембра 1946, када је постао председник Президијума Народног собрања. Од јануара 1951. до  укидања ове функције, доношењем Уставног закона фебруара 1953. године, председник Президијум Народног собрања био је Видоје Смилевски.
| Сазив скупштине | Број | Име и презиме          | Животни век | Мандат             | Мандат             | Трајање мандата    | Назив функције                                             | Напомене                           | Реф. |
| Сазив скупштине | Број | Име и презиме          | Животни век | Почетак            | Крај               | Трајање мандата    | Назив функције                                             | Напомене                           | Реф. |
| --------------- | ---- | ---------------------- | ----------- | ------------------ | ------------------ | ------------------ | ---------------------------------------------------------- | ---------------------------------- | ---- |
| —               | 1    | Методије Андонов Ченто | 1902—1957.  | 2. август 1944.    | 30. децембар 1944. | 1 година, 225 дана | Председник Председништва АСНОМ                             |                                    |      |
| —               | 1    | Методије Андонов Ченто | 1902—1957.  | 30. децембар 1944. | 16. април 1944.    | 1 година, 225 дана | Председник Председништва АСНОМ                             |                                    |      |
| —               | 1    | Методије Андонов Ченто | 1902—1957.  | 16. април 1944.    | 8. март 1946.      | 1 година, 225 дана | Председник Председништва Народног собрања Македоније       |                                    |      |
| —               | 1    | Методије Андонов Ченто | 1902—1957.  | 8. март 1946.      | 15. март 1946.     | 1 година, 225 дана | Председник Президијума Народног собрања НР Македоније      | Поднео оставку                     |      |
| —               | —    | Дмитар Влахов (в.д)    | 1878—1953.  | 15. март 1946.     | 17. јун 1946.      | 94 дана            | Председник Президијума Народног собрања НР Македоније      | В.д. као потпредседник Президијума |      |
| —               | 2    | Благоја Фотев          | 1900—1993.  | 17. јун 1946.      | 4. новембар 1946.  | 4 године, 202 дана | Председник Президијума Народног собрања НР Македоније      |                                    |      |
| 1946—1951.      | 2    | Благоја Фотев          | 1900—1993.  | 4. новембар 1946.  | 31. децембар 1946. | 4 године, 202 дана | Председник Президијума Уставотворног собрања НР Македоније |                                    |      |
| 1946—1951.      | 2    | Благоја Фотев          | 1900—1993.  | 31. децембар 1946. | 5. јануар 1951.    | 4 године, 202 дана | Председник Президијума Народног собрања НР Македоније      |                                    |      |
| 1951—1953.      | 3    | Видоје Смилевски       | 1915—1979.  | 5. јануар 1951.    | 2. фебруар 1953.   | 2 године, 28 дана  | Председник Президијума Народног собрања НР Македоније      |                                    |      |